# 汕昆高速道路
汕昆高速道路（せんこんこうそくどうろ、中国語: 汕昆高速公路）は、中華人民共和国の広東省汕頭市と雲南省昆明市を結ぶ高速道路。正式名称は汕頭ー昆明高速道路（中国語：汕头—昆明高速公路）。路線番号は G78が割り振られている。全線供用後の総路線長は1882kmとなる見通しである。

## 路線

### 広東省
広東省においては、汕頭市から竜川県の区間のみが完成している。竜川県から懐集県の区間は建設中である。

### 広西チワン族自治区
広西チワン族自治区においては、平楽県から広東省との境界部、及び柳州市から宜州までの区間が完成している。

### 貴州省
貴州省においては、省内の全区間が建設中である。

### 雲南省
雲南省においては、石林イ族自治県から昆明市の区間のみが完成している。